# 欧阳铎
欧阳铎（1487年—1544年），字崇道，号石江（亦作石岗）。江西泰和县蜀江人。明朝大臣。

## 生平
治《易經》，由府學增廣生中式正德二年（1507年）江西鄉試第三十一名舉人，正德三年（1508年）聯捷戊辰科會試第二十三名，第三甲第三十六名進士。授行人司行人，升工部虞衡司郎中，十一年二月以乞就近侍养双亲，改南兵部武选司郎中。其为人廉洁正直，敢于进谏，不阿权贵。
正德末，出爲福建延平知府，又调福州府知府，升任广东提学副使，嘉靖六年（1527年）十月升雲南布政司左参政，七年正月升太常寺少卿、提督四夷馆，八年五月升南京光禄寺卿，丁忧归。十三年闰二月服阕，升南京都察院右副都御史、提督操江兼管巡江，再丁忧归。十五年八月服阕起复原职，十一月以原职总理粮储兼巡抚应天（今江苏南京）地方，十八年闰七月升南京兵部右侍郎，十九年二月改任吏部右侍郎，二十年四月以天变被罢免。欧阳铎在徭役税粮方面为明政府制定了新的制度。二十三年十一月卒，后赠工部尚书，諡恭簡。

## 著作
有《歐陽恭簡集》22卷。

## 家族
歐陽歙、歐陽琮之後。曾祖歐陽廣湧。祖父歐陽時昇。父歐陽鶴。母王氏；继母康氏。具庆下，兄輅、曆、冕、歐陽席，同科进士；爕、時、育。有伯兄歐陽燮，子歐陽獻。

## 延伸阅读
[在维基数据编辑]
 《明史卷二百〇三》，出自《明史》

| 官衔        | 官衔                  | 官衔          |
| ----------- | --------------------- | ------------- |
| 前任： 葉溥 | 福建福州府知府 正德年 | 繼任： 汪文盛 |